# Nekrolog 1266
Nekrolog
◄◄
| ◄
| 1262
| 1263
| 1264
| 1265
| 1266 | 1267 | 1268 | 1269 | 1270 | ► | ►►
Weitere Ereignisse | Allgemeiner Nekrolog 1266
Die Beschreibung der verstorbenen Person sollte so kurz wie möglich gehalten sein und nur deren signifikante Tätigkeit(en) enthalten.
Neue Namen ggf. auch unter dem Geburts- und Sterbedatum, also etwa unter 1. Januar und im Geburts- und Sterbejahr (2024) eintragen (nur bei entsprechender großer Wichtigkeit). Für Beispiele siehe die schon vorhandenen Artikel.
Außerdem über die fünf zuletzt Verstorbenen, zu denen es einen ausreichend guten Artikel für eine Präsentation auf der Hauptseite gibt, nach der todesbedingten Überarbeitung der Artikel ggf. auch unter Wikipedia Diskussion:Hauptseite informieren und sie am besten auch in den anderen Wikipedia-Sprachversionen eintragen. Tipp: Regelmäßig bei news.google.de nach „ist tot“, „gestorben“ oder „verstorben“ suchen.
Wenn eine Person gestorben ist, gibt es viele Seiten zu dieser Person in der Wikipedia, die davon auch betroffen sind und entsprechend aktualisiert werden müssen. Beispiele: Namenübersichtsseite, Geburtsjahr, Geburtsort-Seiten und viele mehr.
Wie finde ich die betroffenen Seiten?
Im Suchfeld auf der linken Seite gibt man den Suchbegriff so ein: „Vorname Nachname“. Dann klickt man auf Volltext und alle Seiten mit entsprechendem Suchtext werden aufgerufen. Hier sieht man dann schnell, wo auch das Todesjahr Sinn macht oder sogar ein Teil des Artikels angepasst werden muss. Auch hilft das „Werkzeug“ auf der linken Seite sehr gut, um solche Seiten aufzufinden: „Links auf diese Seite“. Somit ist die Wikipedia wieder aktuell in allen Bereichen! Hinweis: bei Eintragung der Kategorie „Gestorben JAHR“ wird der Missbrauchsfilter 49 ausgelöst, was jedoch nicht schlimm ist. Siehe: Spezial:Missbrauchsfilter/49
Dies ist eine Liste von im Jahr 1266 verstorbenen bekannten Persönlichkeiten. Die Einträge erfolgen innerhalb der einzelnen Daten alphabetisch sortiert. Tiere sind im Nekrolog für Tiere zu finden.

## Januar
| Tag        | Name            | Beruf, bekannt als            | Alter | Beleg |
| ---------- | --------------- | ----------------------------- | ----- | ----- |
| 2. Januar  | Simon of Walton | Bischof von Norwich           |       |       |
| 10. Januar | Swantopolk II.  | Herzog in und von Pommerellen |       |       |

## Februar
| Tag         | Name                | Beruf, bekannt als                            | Alter | Beleg |
| ----------- | ------------------- | --------------------------------------------- | ----- | ----- |
| 12. Februar | Walter de Cantilupe | englischer Geistlicher, Bischof von Worcester |       |       |
| 26. Februar | Manfred             | König von Sizilien                            |       |       |

## März
| Tag     | Name                                  | Beruf, bekannt als | Alter | Beleg |
| ------- | ------------------------------------- | ------------------ | ----- | ----- |
| 7. März | Kuno von Minden                       | Bischof von Minden |       |       |
| März    | Margaret de Lacy, Countess of Lincoln | englische Adlige   |       |       |

## April
| Tag       | Name              | Beruf, bekannt als                                                | Alter | Beleg |
| --------- | ----------------- | ----------------------------------------------------------------- | ----- | ----- |
| 4. April  | Johann I.         | Markgraf der Mark Brandenburg                                     |       |       |
| 14. April | Rogero di Puglia  | römisch-katholischer Erzbischof von Spalato, Historiker und Autor |       |       |
| 23. April | Gilles von Saumur | Erzbischof von Damiette und Tyrus, Kanzler von Frankreich         |       |       |

## Mai
| Tag     | Name                       | Beruf, bekannt als           | Alter | Beleg |
| ------- | -------------------------- | ---------------------------- | ----- | ----- |
| 27. Mai | Elisabeth von Braunschweig | deutsche Königin (1252–1256) |       |       |

## Juni
| Tag      | Name         | Beruf, bekannt als            | Alter | Beleg |
| -------- | ------------ | ----------------------------- | ----- | ----- |
| 12. Juni | Heinrich II. | Fürst von Anhalt-Aschersleben |       |       |

## Juli
| Tag      | Name                       | Beruf, bekannt als | Alter | Beleg |
| -------- | -------------------------- | ------------------ | ----- | ----- |
| 24. Juli | Albrecht II. von Mutzschen | Bischof von Meißen |       |       |

## August
| Tag       | Name | Beruf, bekannt als                                                          | Alter | Beleg |
| --------- | ---- | --------------------------------------------------------------------------- | ----- | ----- |
| 4. August | Odo  | burgundischer Adliger; Graf von Nevers; Graf von Auxerre; Graf von Tonnerre |       |       |

## September
| Tag           | Name            | Beruf, bekannt als                      | Alter | Beleg |
| ------------- | --------------- | --------------------------------------- | ----- | ----- |
| 20. September | Johann Prandota | römisch-katholischer Bischof von Krakau |       |       |

## Oktober
| Tag         | Name                    | Beruf, bekannt als                                        | Alter | Beleg |
| ----------- | ----------------------- | --------------------------------------------------------- | ----- | ----- |
| 21. Oktober | Birger Jarl             | schwedischer Staatsmann und (seit 1248) Jarl von Schweden |       |       |
| 29. Oktober | Margarete von Babenberg | Ehefrau des böhmischen Königs Přemysl Ottokar II.         |       |       |

## Dezember
| Tag          | Name                  | Beruf, bekannt als                                   | Alter | Beleg |
| ------------ | --------------------- | ---------------------------------------------------- | ----- | ----- |
| 3. Dezember  | Heinrich III.         | Herzog von Schlesien-Breslau                         |       |       |
| 7. Dezember  | Johann von Jaffa      | Regent von Jerusalem, Graf von Jaffa, Herr von Ramla |       |       |
| 19. Dezember | Ruprecht von Querfurt | Erzbischof von Magdeburg                             |       |       |
| 30. Dezember | Anselm von Schwanden  | Schweizer Abt                                        |       |       |

## Datum unbekannt
| Tag | Name                | Beruf, bekannt als                                  | Alter | Beleg |
| --- | ------------------- | --------------------------------------------------- | ----- | ----- |
|     | Hugh Bigod          | englischer Adliger, Justiciar von England           |       |       |
|     | Agnes von Landsberg | Herzogin von Landsberg                              |       |       |
|     | Andronikos II.      | Kaiser von Trapezunt                                |       |       |
|     | Arigkbugha Khan     | mongolischer Thronanwärter und Bruder Kubilai Khans |       |       |
|     | Hugo von Chalon     | Pfalzgraf von Burgund                               |       |       |
|     | Johann I.           | Graf von Sponheim                                   |       |       |
|     | Shibani Khan        | Herrscher der Weißen Horde                          |       |       |